# USS Ammonoosuc (1864)
USS Ammonoosuc (przemianowany później na USS Iowa) – fregata żaglowa z dodatkowym napędem parowym. Jej stępkę położono w stoczni Boston Navy Yard w czasie wojny secesyjnej, została zwodowana, prawdopodobnie bez oficjalnej ceremonii, 21 lipca 1864. Miała być użyta przeciw siłom brytyjskim, gdyby te miały zamiar przyłączyć się do wojny po stronie Konfederacji i zaatakować Unię. Jednak w miarę trwania wojny wsparcie brytyjskie dla Konfederacji malało, a szybki i silnie uzbrojony "Ammonoosuc" nie został włączony do służby. Odbył tylko kilka rejsów próbnych.